# Tricalysia bagshawei
Tricalysia bagshawei är en måreväxtart som beskrevs av Spencer Le Marchant Moore. Tricalysia bagshawei ingår i släktet Tricalysia och familjen måreväxter.

## Underarter
Arten delas in i följande underarter:
- T. b. bagshawei
- T. b. malaissei